# 에피소드 (심리학)
에피소드(episode) 또는 에피소드기억(episode記憶)은 일반적인 개념에 의한 기억이 아닌, 심리학에서 경험에 관한 기억을 가리키며 전자가 날짜나 장소에 관계가 없는 보편적인 정보임에 비해, 후자는 특정한 날짜나 장소에 관계된 개인에게 투영된 정보의 기억이다. 따라서 이러한 맥락에서 에피소드는 개인에게 반영된 사건으로부터 발생되는 여러 유형의 이슈를 이해하는데 중용한 사건이자 정보이다. 에피소드는 행복했던 기억이나  즐거웠던 놀이뿐만아니라  완화나 수용 또는 극복이 필요한 부정적인 사건도 의미할 수 있다.

## 시간
에피소드는 단시간의 순간적인 경험일수도 있지만 장기간에 걸친 심리적으로 반복 또는 지속된 경험일수있으며 또한 에피소드 발생 시간의 지속성과 상관없이  트라우마같은 부정적인 경우에서 뿐만아니라 긍정적인 행복한 느낌이나 평온하고 안정된 경험의 에피소드 역시 지속적으로 개인의 심리에 자리잡아 침습성을 확보하고 심적 안녕감을 제공할 수 있다고 알려져있다.

## 에피소드
에피소드는 스트레스 사건에대한 단순한 정서 경험일수도 있지만 장기간에 이르는 심리적으로 반복 또는 지속된 기분장애같은 정동 증상으로 진행될수있으며 이러한 맥락에서 에피소드 발생 시간의 지속성은 일시적이고 초기적이거나 몇몇 단편적인 에피소드의 유연하고 효과적인 반응에서 이러한 결과로의 진행을 잘 이해하고 조절할 수 있다는 점을 시사할 수 있다. 한편 유병률이나 병력 그 자체도 이러한 맥락에서의 에피소드로 간주될수있다.

## 같이 보기
- 프로파일